# Agens oslobađanja norepinefrin-dopamina
Agens oslobađanja norepinefrin-dopamina (engl. norepinephrine–dopamine releasing agent, NDRA) je tip leka koji indukuje otpuštanje norepinefrina (i epinefrina) i dopamina u telu i/ili mozgu.
Primeri NDRA lekova su fenetilamin, tiramin, amfetamin, metamfetamin, lisdeksamfetamin, katinon, metkatinon, propilheksedrin, fenmetrazin, pemolin, 4-metilaminoreks i benzilpiperazin.
Blisko srodna vrsta leka je inhibitor ponovnog preuzimanja norepinefrina i dopamina (NDRI).

## Spoljašnje veze
- Медији везани за чланак Agens oslobađanja norepinefrin-dopamina на Викимедијиној остави